# Plein Cœur (radio)
Pour les articles homonymes, voir En plein cœur et Cœur.
 (mai 2024).
Plein Cœur est une radio régionale française diffusant ses programmes en Franche-Comté et en Bourgogne, lesquels sont composés à 100 % de chansons françaises. Cette station de radio est basée à Montbéliard. 

## Historique
Plein Cœur est créée à Vesoul en 2007 où elle émet sur la bande FM sur la fréquence 107,5 MHz. En 2015, elle reprend les deux fréquences de Radio Éole en redressement judiciaire (Avallon 106.0 MHz et Montbard 107.0 MHz). 
En 2010, Stéphane Munier a été l'animateur vedette de la matinale.
En 2018, Chlorophylle FM diffusée à Moulins - Yzeure (107.2 FM) en difficultés financières, intègre le groupe Soprodi et adopte le même type de programmation que Plein Cœur, elle est devenue Plein Cœur Auvergne en septembre 2018. Les studios sont à MOULINS - 5 place D'ALLIER. En 2023, elle enregistre 5500 auditeurs quotidiens sur cette agglomération.
À la suite d'appels aux candidatures radios de l'ARCOM , Plein Coeur a obtenu une nouvelle fréquence (89.7) à LANGRES (52) et  sur la sous-préfecture d'AUTUN (106.0), surprise à la suite du désistement d'Europe 1 sur la commune de Luzy, Plein Coeur a également obtenu cette nouvelle fréquence (101.1).  
Cette radio est membre des Indés Radios.

## Programmation
Lors de sa création, Plein Cœur avait une programmation musicale variétés françaises et jazzy, qui a été remplacé courant 2012 par une programmation musicale 100 % chanson française.